# Personnages de Modern Family
Pour un article plus général, voir Modern Family.
Cet article présente les personnages de la série télévisée Modern Family. Cette série repose sur les relations entre trois familles qui ont toutes un lien avec Jay Pritchett, son fils Mitchell et sa fille Claire Dunphy.

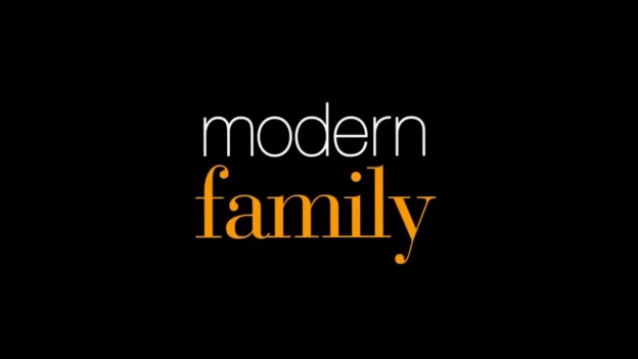
Logo de la série

## Arbre généalogique
Les personnages sur fond vert ont un rôle régulier dans la série. Les lignes en pointillés présentent un divorce ou une relation parentale issue d'une adoption ou d'un remariage.
| Javier Delgado | Javier Delgado | Javier Delgado | Javier Delgado | Javier Delgado | Javier Delgado |               |               | Gloria Delgado-Ramirez-Pritchett | Gloria Delgado-Ramirez-Pritchett | Gloria Delgado-Ramirez-Pritchett | Gloria Delgado-Ramirez-Pritchett | Gloria Delgado-Ramirez-Pritchett | Gloria Delgado-Ramirez-Pritchett |  |  |               |               |               |               |                |                |                |                |                       |                       | Jay Pritchett         | Jay Pritchett         | Jay Pritchett         | Jay Pritchett         | Jay Pritchett      | Jay Pritchett      |                    |                    |               |               |               |               | DeDe Pritchett | DeDe Pritchett | DeDe Pritchett | DeDe Pritchett | DeDe Pritchett | DeDe Pritchett |                |                |                |                |               |               |  |  |             |             |             |             | Grace Dunphy | Grace Dunphy | Grace Dunphy | Grace Dunphy | Grace Dunphy | Grace Dunphy |             |             | Frank Dunphy | Frank Dunphy | Frank Dunphy | Frank Dunphy | Frank Dunphy | Frank Dunphy |  |  |
| Javier Delgado | Javier Delgado | Javier Delgado | Javier Delgado | Javier Delgado | Javier Delgado |               |               | Gloria Delgado-Ramirez-Pritchett | Gloria Delgado-Ramirez-Pritchett | Gloria Delgado-Ramirez-Pritchett | Gloria Delgado-Ramirez-Pritchett | Gloria Delgado-Ramirez-Pritchett | Gloria Delgado-Ramirez-Pritchett |  |  |               |               |               |               |                |                |                |                |                       |                       | Jay Pritchett         | Jay Pritchett         | Jay Pritchett         | Jay Pritchett         | Jay Pritchett      | Jay Pritchett      |                    |                    |               |               |               |               | DeDe Pritchett | DeDe Pritchett | DeDe Pritchett | DeDe Pritchett | DeDe Pritchett | DeDe Pritchett |                |                |                |                |               |               |  |  |             |             |             |             | Grace Dunphy | Grace Dunphy | Grace Dunphy | Grace Dunphy | Grace Dunphy | Grace Dunphy |             |             | Frank Dunphy | Frank Dunphy | Frank Dunphy | Frank Dunphy | Frank Dunphy | Frank Dunphy |  |  |
|                |                |                |                |                |                |               |               |                                  |                                  |                                  |                                  |                                  |                                  |  |  |               |               |               |               |                |                |                |                |                       |                       |                       |                       |                       |                       |                    |                    |                    |                    |               |               |               |               |                |                |                |                |                |                |                |                |                |                |               |               |  |  |             |             |             |             |              |              |              |              |              |              |             |             |              |              |              |              |              |              |  |  |
|                |                |                |                |                |                |               |               |                                  |                                  |                                  |                                  |                                  |                                  |  |  |               |               |               |               |                |                |                |                |                       |                       |                       |                       |                       |                       |                    |                    |                    |                    |               |               |               |               |                |                |                |                |                |                |                |                |                |                |               |               |  |  |             |             |             |             |              |              |              |              |              |              |             |             |              |              |              |              |              |              |  |  |
|                |                |                |                | Manny Delgado  | Manny Delgado  | Manny Delgado | Manny Delgado | Manny Delgado                    | Manny Delgado                    |                                  |                                  |                                  |                                  |  |  |               |               |               |               | Cameron Tucker | Cameron Tucker | Cameron Tucker | Cameron Tucker | Cameron Tucker        | Cameron Tucker        |                       |                       | Mitchell Pritchett    | Mitchell Pritchett    | Mitchell Pritchett | Mitchell Pritchett | Mitchell Pritchett | Mitchell Pritchett |               |               |               |               |                |                |                |                |                |                | Claire Dunphy  | Claire Dunphy  | Claire Dunphy  | Claire Dunphy  | Claire Dunphy | Claire Dunphy |  |  |             |             |             |             |              |              |              |              | Phil Dunphy  | Phil Dunphy  | Phil Dunphy | Phil Dunphy | Phil Dunphy  | Phil Dunphy  |              |              |              |              |  |  |
|                |                |                |                | Manny Delgado  | Manny Delgado  | Manny Delgado | Manny Delgado | Manny Delgado                    | Manny Delgado                    |                                  |                                  |                                  |                                  |  |  |               |               |               |               | Cameron Tucker | Cameron Tucker | Cameron Tucker | Cameron Tucker | Cameron Tucker        | Cameron Tucker        |                       |                       | Mitchell Pritchett    | Mitchell Pritchett    | Mitchell Pritchett | Mitchell Pritchett | Mitchell Pritchett | Mitchell Pritchett |               |               |               |               |                |                |                |                |                |                | Claire Dunphy  | Claire Dunphy  | Claire Dunphy  | Claire Dunphy  | Claire Dunphy | Claire Dunphy |  |  |             |             |             |             |              |              |              |              | Phil Dunphy  | Phil Dunphy  | Phil Dunphy | Phil Dunphy | Phil Dunphy  | Phil Dunphy  |              |              |              |              |  |  |
|                |                |                |                |                |                |               |               |                                  |                                  |                                  |                                  |                                  |                                  |  |  |               |               |               |               |                |                |                |                |                       |                       |                       |                       |                       |                       |                    |                    |                    |                    |               |               |               |               |                |                |                |                |                |                |                |                |                |                |               |               |  |  |             |             |             |             |              |              |              |              |              |              |             |             |              |              |              |              |              |              |  |  |
|                |                |                |                |                |                |               |               |                                  |                                  |                                  |                                  |                                  |                                  |  |  |               |               |               |               |                |                |                |                |                       |                       |                       |                       |                       |                       |                    |                    |                    |                    |               |               |               |               |                |                |                |                |                |                |                |                |                |                |               |               |  |  |             |             |             |             |              |              |              |              |              |              |             |             |              |              |              |              |              |              |  |  |
|                |                |                |                |                |                |               |               |                                  |                                  |                                  |                                  |                                  |                                  |  |  | Joe Pritchett | Joe Pritchett | Joe Pritchett | Joe Pritchett | Joe Pritchett  | Joe Pritchett  |                |                | Lily Tucker-Pritchett | Lily Tucker-Pritchett | Lily Tucker-Pritchett | Lily Tucker-Pritchett | Lily Tucker-Pritchett | Lily Tucker-Pritchett |                    |                    | Dylan Marshal      | Dylan Marshal      | Dylan Marshal | Dylan Marshal | Dylan Marshal | Dylan Marshal |                |                |                |                |                |                | Haley Dunphy   | Haley Dunphy   | Haley Dunphy   | Haley Dunphy   | Haley Dunphy  | Haley Dunphy  |  |  | Alex Dunphy | Alex Dunphy | Alex Dunphy | Alex Dunphy | Alex Dunphy  | Alex Dunphy  |              |              | Luke Dunphy  | Luke Dunphy  | Luke Dunphy | Luke Dunphy | Luke Dunphy  | Luke Dunphy  |              |              |              |              |  |  |
|                |                |                |                |                |                |               |               |                                  |                                  |                                  |                                  |                                  |                                  |  |  | Joe Pritchett | Joe Pritchett | Joe Pritchett | Joe Pritchett | Joe Pritchett  | Joe Pritchett  |                |                | Lily Tucker-Pritchett | Lily Tucker-Pritchett | Lily Tucker-Pritchett | Lily Tucker-Pritchett | Lily Tucker-Pritchett | Lily Tucker-Pritchett |                    |                    | Dylan Marshal      | Dylan Marshal      | Dylan Marshal | Dylan Marshal | Dylan Marshal | Dylan Marshal |                |                |                |                |                |                | Haley Dunphy   | Haley Dunphy   | Haley Dunphy   | Haley Dunphy   | Haley Dunphy  | Haley Dunphy  |  |  | Alex Dunphy | Alex Dunphy | Alex Dunphy | Alex Dunphy | Alex Dunphy  | Alex Dunphy  |              |              | Luke Dunphy  | Luke Dunphy  | Luke Dunphy | Luke Dunphy | Luke Dunphy  | Luke Dunphy  |              |              |              |              |  |  |
|                |                |                |                |                |                |               |               |                                  |                                  |                                  |                                  |                                  |                                  |  |  |               |               |               |               |                |                |                |                |                       |                       |                       |                       |                       |                       |                    |                    |                    |                    |               |               |               |               |                |                |                |                |                |                |                |                |                |                |               |               |  |  |             |             |             |             |              |              |              |              |              |              |             |             |              |              |              |              |              |              |  |  |
|                |                |                |                |                |                |               |               |                                  |                                  |                                  |                                  |                                  |                                  |  |  |               |               |               |               |                |                |                |                |                       |                       |                       |                       |                       |                       |                    |                    |                    |                    |               |               |               |               |                |                |                |                |                |                |                |                |                |                |               |               |  |  |             |             |             |             |              |              |              |              |              |              |             |             |              |              |              |              |              |              |  |  |
|                |                |                |                |                |                |               |               |                                  |                                  |                                  |                                  |                                  |                                  |  |  |               |               |               |               |                |                |                |                |                       |                       |                       |                       |                       |                       |                    |                    |                    |                    | Poppy Marshal | Poppy Marshal | Poppy Marshal | Poppy Marshal | Poppy Marshal  | Poppy Marshal  |                |                | George Marshal | George Marshal | George Marshal | George Marshal | George Marshal | George Marshal |               |               |  |  |             |             |             |             |              |              |              |              |              |              |             |             |              |              |              |              |              |              |  |  |

## Famille Dunphy

### Phil Dunphy
Philip « Phil » Dunphy (Ty Burrell) est le mari de Claire depuis plus de 20 ans. Il se voit lui-même comme un père cool. Il est présenté comme très compétitif, comme son habitude de vouloir battre son fils au basket-ball. Il a une attitude très puérile et est souvent qualifié par Claire comme « l'enfant avec qui elle s'est mariée ». Il utilise une méthode parentale très particulière qui consiste à parler comme un jeune et agir comme un parent. Il est un agent immobilier très confiant en ses capacités, allant même jusqu'à se vanter de « pouvoir vendre un manteau en fourrure à un esquimau ». Phil est atteint de coulrophobie, ce qui est révélé dans l'épisode Fizbo le clown. Il dit que cela aurait peut-être un rapport avec le clown mort qu'il aurait trouvé dans les bois étant petit. Phil aime bricoler dans sa maison bien qu'il aura fallu attendre le début de la deuxième saison pour qu'il répare une marche cassée de l'escalier. Il semble avoir une affection toute particulière pour Gloria. Au collège, il était pom-pom boy à l'université de Fresno et son anniversaire est le 3 avril. Il est à la fois effrayé et en compétition avec son beau-père, Jay Pritchett.
Un comique de répétition dans la série est quand Phil court dans les escaliers, il trébuche sur une marche, il répète alors toujours la même phrase: « Il faut que je répare cette marche ! »
Il s'identifie beaucoup à Luke et souhaite qu'ils aient les mêmes passions communes comme la magie, élever des canetons, faire des chasses aux trésors...

### Claire Dunphy
Claire Dunphy (Julie Bowen), née Pritchett, est la fille de Jay et la sœur ainée de Mitchell. Elle est aussi la mère hyper protectrice de la famille Dunphy. Elle a été une adolescente turbulente qui l'a mise dans des situations embarrassantes au fil des années, elle a donc peur que ses enfants suivent le même chemin qu'elle, surtout sa fille aînée, Haley. Elle est souvent sujette au stress causé par sa famille mais elle reste une mère aimante. Elle semble avoir de la difficulté à donner de la liberté et de l'indépendance à Haley. C'est une personne très compétitive, plus que son mari, elle a horreur d'avoir tort et elle s'énerve facilement, il semblerait d'ailleurs que dans un épisode sa famille s'interroge sur l'origine de sa « mégalomanie », on découvre en fin de cet épisode que son père Jay soit tout aussi « despotique » qu'elle. Elle est également maniaque de la propreté. Cameron et Mitchell la voient comme une mère expérimentée, ils l'appellent souvent pour lui demander des conseils. Elle adore courir et lire. Claire est aussi le membre le plus actif de la famille Dunphy et organise souvent des repas de famille chez elle. Il est révélé dans un épisode qu'avant de se marier et de tomber enceinte d'Haley, elle travaillait dans le management d'un grand groupe hôtelier et on apprend qu'elle a parfois quelques regrets d'avoir arrêté sa carrière, mais elle se rend ensuite compte que c'est sa famille qui compte le plus. À partir de la saison 5, son père lui proposera un poste de manager dans son entreprise de placards.
Elle n'est également pas très douée pour les cadeaux : alors que Phil lui offre un magnifique bracelet pour leur anniversaire de mariage, elle lui offre cinq bons pour des câlins gratuits.

### Haley Dunphy
Haley Gwendolyn Dunphy (Sarah Hyland) est la fille aînée de Claire et Phil, elle a 15 ans au début de la série. Elle est présentée comme le stéréotype de la jolie fille populaire. Haley ne semble se préoccuper que de sa petite personne mais avouera à sa mère dans un épisode que la famille est très importante pour elle mais sa mère ne la croira pas. Elle est assez naïve et est souvent sujette aux blagues de sa sœur Alex qui par exemple, lui fait croire que frotter sa batterie de téléphone contre ses cheveux allait la recharger. Elle peut néanmoins se montrer étonnamment intelligente comme en creusant un faux téléphone dans un bloc de savon pour remporter un concours anti-technologie. Après ce concours, ses parents devaient lui acheter une voiture mais ils changent d'avis. Haley est embarrassée par son père, surtout quand ce dernier essaye de devenir ami avec son petit-ami Dylan. Elle rompra avec Dylan pendant la saison 2, mais elle se rendra compte que c'est lui qu'elle aime, ce qui la rendra malheureuse, ils finiront par se remettre ensemble au grand désarroi de Claire qui déteste Dylan. Elle obtient son permis dans la saison 1. Elle apparaît souvent avec son téléphone en train de parler avec ses amis par SMS. Haley voit très souvent Dylan jusqu'à ce qu'elle apprenne qu'elle est admise à l'université dans le dernier épisode de la saison 3, mais elle retourne finalement dans la maison familiale après avoir été expulsée de l'université au début de la quatrième saison. Ses parents la pensent oisive jusqu'à ce qu'elle leur révèle qu'elle a créé un blog de mode et s'est lancé dans la photographie, ce qui lui permettra d'intégrer l'entreprise de cosmétiques d'une ex-actrice. Elle fréquentera pendant un temps en secret Andy, le garçon de maison qui s'occupe de Joe. Haley finira par se mettre en couple avec Dylan, qui n'a jamais cessé de l'aimer, et auront des jumeaux.
Elle entretient un rapport très conflictuel avec sa mère dû au fait que sa mère ne veut pas que Haley s'attire les mêmes ennuis qu'elle, tout en cachant son passé tumultueux. Dans certains épisodes, elles peuvent néanmoins se montrer très complices.

### Alex Dunphy
Alexandria « Alex » Dunphy (Ariel Winter) est la fille cadette de 13 ans de Claire et Phil, et la plus intelligente de la famille. Elle s'amuse très souvent à faire des blagues de très mauvais goût à son frère et à sa sœur en profitant de leur naïveté comme faire croire à Luke qu'il a été adopté ou à Haley que de frotter une batterie contre ses cheveux va la recharger. Elle est le stéréotype de l'enfant précoce, elle se sent supérieure à cause de son intelligence, mettant sans cesse ses réussites en avant et en demandant de la reconnaissance. Elle joue du violoncelle, instrument qu'elle n'aime pas vraiment mais qu'elle pratique assidûment car elle pense qu'elle aura plus de chances d'intégrer une université de musique. Comme le fait souvent remarquer Haley, elle a un problème social : elle a d'énormes difficultés à se faire des amis et se laisse manipuler par ceux-ci mais sa sœur viendra l'aider lors de plusieurs épisodes. Elle suivra les conseils de sa sœur et ira voir un garçon pour l'embrasser, mais elle remarquera qu'il était avec des amis et se sentira humiliée. Haley a cru qu'elle était lesbienne car elle portait des sandales de lesbienne. Elle avoue dans un épisode qu'elle a peur de ne jamais réussir à sortir de l'ombre de sa sœur. Au début de la saison 6, elle doit choisir une université, et préfère aller à Caltech, qu'elle trouve trop proche de chez ses parents, plutôt qu'au MIT pour un garçon. Elle revient chez ses parents au début de la saison, contractant une mononucléose qui l'épuise et lui fait rater un semestre.
Un autre des comiques de répétition de la série représente Alex essayant de mettre en avant la stupidité d'Haley à travers une remarque et Haley répond en mettant en avant le manque d'amis et de relations d'Alex.
Elle aura un grand amour : Sanjay, un élève de son lycée avec lequel elle était en compétition pour les notes jusqu'à ce qu'il lui dévoile ses sentiments avant leurs départs en université.

### Luke Dunphy
Lucas « Luke » Philip Dunphy (Nolan Gould) est le fils de 11 ans de Claire et Phil, qui reste souvent dans son coin. Il peut être très turbulent comme quand il tire sur sa sœur avec un pistolet à billes ou quand il se bat avec Manny à l'école. Luke est joyeux, innocent et n'anticipe pas toujours les répercussions qu'auront ses actes comme la plupart des enfants. Il n'a pas peur du ridicule : dans l'épisode pilote, on le voit en sous-vêtements avec une boîte sur la tête en train de sauter sur son trampoline. Phil considère Luke comme le plus idiot de ses enfants, mais c'est aussi celui de qui il est le plus proche. Un psychologue qui a évalué Luke a dit son comportement est normal pour une personne avec une intelligence au-dessus de la moyenne. Sa sœur Alex pense qu'il est atteint de trouble du déficit de l'attention, qu'il semble avoir hérité de son père.
Il entretient des rapports assez particuliers avec Manny : ils se disputent souvent au sujet du fait que Manny dit à Luke qu'il est son neveu alors qu'ils sont dans la même classe, mais finiront par devenir de bons amis. Leur rivalité reprendra quand, pendant leur dernière année de lycée, Luke se fait élire président du comité des élèves après s'être présenté sur un coup de tête alors que Manny faisait campagne depuis des semaines.

## Famille Delgado-Pritchett

### Jay Pritchett
Jay Francis Pritchett (Ed O'Neill) est le père de Claire et Mitchell, mari de Gloria, grand-père de Lily, Luke, Alex, et Haley, et le beau-père de Manny. Il est le patriarche de la famille et le patron d'une société de fabrication de placards et dressings. Jay affectionne l'humour noir et le football américain. Comme son fils et sa fille, Jay est généralement plus réaliste et sérieux, que sa femme Gloria. La différence d'âge entre lui et sa nouvelle femme le préoccupe beaucoup et reste un sujet de forte tension avec son ex-femme, DeDe. Il expliquera dans un épisode qu'il a vite compris que son premier mariage était un échec mais qu'il a préféré attendre que Claire et Mitchell soient adultes pour divorcer.
Un grand nombre d'épisodes abordent la relation difficile qu'entretient Jay avec son fils à cause de l'homosexualité de ce dernier. Il est très froid avec Phil, son gendre, ce qui met ce dernier mal à l'aise. Il se moque constamment de lui.
Jay est un amoureux des avions, il avoua que dès son enfance, il savait reconnaître les avions de l'URSS pendant la Guerre froide. Jay est montré aussi occasionnellement comme compatissant, affectueux avec les membres de sa famille, surtout Manny qu'il considère comme son propre fils. Il lui avouera qu'après qu'un de ses employés a risqué la vie de Manny, il l'avait renvoyé. Il se montre lui aussi très protecteur envers Haley, allant jusqu'à lui confisquer ses chaussures pour l'empêcher d'aller à une soirée. Il finira par la laisser y aller après en avoir discuté avec Gloria.
Il a une relation assez particulière avec Javier, l'ex-mari de Gloria, il le déteste car il fait souffrir Manny par ses absences mais dans un épisode, les deux hommes deviennent amis. Il déteste la façon qu'a sa femme, Gloria, de tout ramener à son ex-mari et père de Manny, Javier Delgado.
Avec Gloria, il aura un fils, Furilio « Joe » Pritchett, et essaiera d'être un père plus présent que pour ses deux premiers enfants. Il se montrera plus affectueux avec sa chienne, Stella, qu'il a récupéré au début de la saison 2.

### Gloria Pritchett
Gloria Pritchett (Sofía Vergara), anciennement Gloria Delgado, est la nouvelle femme de Jay, d'origine Colombienne, elle rencontre Jay le jour où ce dernier divorce de son ex-femme. Elle est issue d'une famille de bouchers. On apprendra qu'elle aurait « volé » Jay à sa petite sœur (elle lui a pris sa place dans l'avion qui l'a amené aux États-Unis), leur relation est donc assez compliquée car cette dernière essaiera de le récupérer. Gloria est colérique, très protectrice envers son fils Manny, susceptible et de mauvaise foi. Elle vient d'un village où le meurtre est commun. Elle est très mauvaise conductrice. C'est une très grande joueuse d'échecs. Elle a du mal avec les expressions américaines. Elle ne supporte pas qu'on dise qu'elle n'est avec Jay que pour l'argent, alors qu'elle est sincèrement attirée par lui. Elle est croyante et très fière de ses origines. Elle aurait des relations supposées avec le cartel. Au début de sa relation avec Jay, Claire la qualifia de coureuse de dot. Lorsqu'elle l'appris, elle s'enferma dans sa chambre. Elle pardonna à Claire après que celle-ci sauta toute habillée dans la piscine de Jay. Elle a la fâcheuse manie de toujours tout ramener à son ex-mari Javier Delgado, ce qui a le don d'énerver Jay. On apprend dans le dernier épisode de la troisième saison qu'elle est enceinte d'un garçon, baptisé Furilio (Fulgencio en VO) par la mère de Gloria, mais surnommé Joe.
Elle n'a aucun problème avec la mort. Elle a décapité un rat avec une pelle et a laissé la tête pour « laisser un message aux autres rats ».

### Manny Delgado
Manuel « Manny » Alberto Delgado (Rico Rodriguez) est le fils de Gloria et de Javier Delgado, son premier mari. Il a 11 ans au début de la série. C'est un enfant très mûr pour son âge, il s'intéresse à la médecine, la poésie et la chanson. Il tentera plusieurs fois de séduire de jeunes filles, mais il lui arrivera toujours quelque chose l'en empêchant. C'est un grand romantique. Il est lui aussi d'origine colombienne. C'est un très bon joueur d'échecs, tout comme sa mère. Dans les premiers épisodes, il est amoureux d'Haley et jaloux de Dylan, le petit ami de cette dernière. Il est très fier de ses origines : il est allé une fois à l'école en tenue traditionnelle avec une flûte de Pan que Jay écrasera volontairement pour l'empêcher de se faire brutaliser. Les enfants de son âge le trouvent bizarre, extrêmement précieux et maniéré, et plus intéressé par l'art. Il a une peur bleue des papillons. Il avait une tortue qu'il considérait comme sa meilleure amie, mais elle fut tuée accidentellement par Jay qui camoufla le meurtre en faisant croire qu'un raton laveur était rentré par la fenêtre pour la dévorer.
Au début de la série, ses rapports avec Jay sont assez froids, du fait que Manny parle sans cesse de son père, ce qui l'agace mais Manny reconnaîtra tous les efforts que fait Jay pour l'accueillir dans la famille. Cameron le recrutera dans son équipe de football américain après l'avoir vu foncer à travers une foule pour rejoindre un concours de pâtisserie.

### Joe Pritchett
Fulgencio Joseph « Joe » Pritchett est le fils de Jay et Gloria, et le demi-frère de Manny dont il partage la date d'anniversaire. Gloria annonce qu'elle est enceinte lors du dernier épisode de la troisième saison, et son existence est révélée au reste de la distribution dans le premier épisode de la saison suivante et il naît dans l'épisode L'Invité surprise. Il se fait baptiser pendant l'épisode Le Parrain.

### Stella
Stella est la chienne de la famille Pritchett-Delgado. Elle apparaît pour la première fois à la fin de la deuxième saison. Elle appartenait à un homme du nom de Guillermo (Lin-Manuel Miranda) qui inventait des objets pour les chiens jusqu'à ce que Jay l'en décourage et qu'il lui donne sa chienne. Elle pose à la famille beaucoup de problème et détruit de nombreux objets, en particulier ceux de Gloria, ce qui fait qu'elle la déteste. Jay a une grande affection pour elle. La mort de Beatrice, véritable nom du chien qui joue Stella, est apprise le 16 mars 2020, soit après la fin de la onzième saison.

## Famille Tucker-Pritchett

### Mitchell Pritchett
Mitchell Pritchett (Jesse Tyler Ferguson) est le fils cadet de Jay, le petit frère de Claire, l'oncle de Luke, Alex et Haley, un des pères de Lily et le partenaire de Cameron, depuis cinq ans au début de la série. Il est considéré par Cameron comme une personne snob. La plupart du temps, il est l’extrême opposé de Cameron, ce qui cause parfois quelques désagréments. Il répond à tout propos homophobe par un long discours. À cause de sa nature hautaine, il est souvent embarrassé par la « flamboyance » de Cameron. Mitchell et sa sœur Claire sont en perpétuelle compétition et son père, Jay, n'est pas à l'aise avec l'homosexualité de son fils, ce qui contribue à faire de lui « un fils à maman ». Il ne voulait pas présenter Lily à sa famille de peur de sa réaction, alors qu'elle a été accueillie à bras ouverts. C'est un père hyper protecteur et attentionné. Il est diplômé de l'université de Cornell et de Columbia. Il adore les comédies musicales et a pratiqué le patinage artistique dès son plus jeune âge avec sa sœur. Il s'autoproclame expert en construction alors qu'il passe à deux doigts de blesser quelqu'un chaque fois qu'il touche un outil.
On apprend à la fin de la première saison qu'il a peur des oiseaux.

### Cameron Tucker
Cameron Scott Tucker (Eric Stonestreet), aussi appelé « Cam », est le partenaire de Mitchell depuis cinq ans et l'un des pères de Lily, il est le total opposé de Mitchell. Cameron est né le 29 février 1972 et a grandi dans une ferme dans le Missouri, il a fait partie de l'équipe de football américain de l'université d'Illinois, il est un grand fan de sport et fait la collection de pièces tombés dans les fontaines. Il s'est également créé un alter ego, le clown Fizbo. Il est actuellement père au foyer, il a été professeur de musique et ancien joueur de batterie. Ceci lui a permis d'aider Dylan, le petit-ami d'Haley lors d'un concert. Dans les premiers épisodes, il semble tout le temps en désaccord avec Mitchell mais au fil des épisodes leur relation s'améliore. Ils sont tous les deux amis avec Pepper Salzman, un gay qui organise des brunchs à thèmes. On apprend dans l'un des épisodes que Cameron a eu une relation avec lui. C'est d'ailleurs lors d'une de ses soirées que Mitchell et Cameron se sont rencontrés. Ils ont des intérêts communs comme l'art. Cameron est passionné par la photographie.
Sans emploi au début de la série, il devient professeur remplaçant, enseignant la musique avant de devenir le coach sportif de l'équipe de football américain du collège de Luke et Manny.
Dans un épisode, Cameron dit à Jay qu'il a rencontré Mitchell lors d'une orgie et ajoute ensuite « Allons », signe de sarcasme.

### Lily Tucker-Pritchett
Lily Tucker-Pritchett (Aubrey Anderson-Emmons) est la fille adoptive de Cameron et Mitchell. Elle est d'origine vietnamienne. L'ensemble de la famille l'a accueillie à bras ouverts contrairement à ce que pensait Mitchell qui voulait attendre avant de la présenter. Elle fait régulièrement des activités avec ses deux pères mais reste la plupart du temps avec Cameron pendant que Mitchell est au travail. Cameron la déguise souvent en célébrités, comme Diana Ross, Olivia Newton-John, Madonna ou Stevie Wonder, pour la prendre en photographie. Cameron et Mitchell pratiquent sur elle la méthode Ferber mais Cameron ne peut s'empêcher de répondre à ses demandes pendant la nuit, parfois l'emmenant même regarder des films comme Scarface, prétextant que les brillantes couleurs pourraient la calmer. Lily ne parle pas pendant les deux premières saisons au cours desquelles elle est interprétée par des jumelles, Ella et Jaden Hiller. Les jumelles sont retirées de la série pour la troisième saison leur mère déclarant qu'elles n'aiment pas jouer. Le rôle est alors attribué à Aubrey Anderson-Emmons, qui a cinq ans et qui a des répliques.

## Personnages récurrents

### Dylan
Dylan (Reid Ewing) est l'ex-petit-ami d'Haley. Il est étudiant au lycée et joue de la guitare dans un groupe. Il n'a pas l'intention d'aller à l'université et veut faire carrière dans la musique. Il est souvent mis dans des situations difficiles par Phil, qui souhaite être ami avec lui. Il a divers centres d'intérêt, souvent surprenant, comme sa passion pour les vieux westerns. Il montre parfois une sorte d'attraction pour Claire, qui le déteste, lorsque par exemple il lui offre une rose pour la Saint-Valentin en disant : « chaque maman devrait être aussi savoureuses que vous malgré l'âge ». Il aime la confiance Haley obtient en faisant partie d'une famille qui s'aime tant et ne s'empêche pas de rester lors de retrouvailles en famille. Il écrit une chanson pour Haley, In The Moonlight (Do Me), et la chante devant la famille entière. La chanson parle de sexe et la plupart des membres de la famille sont choqués par la suggestibilité des paroles, même si les paroles leur reste en mémoire le lendemain. Il est aussi joueur de hockey et trouve l'inspiration pour ces chansons dans des personnalités comme Bob Dylan, Sum 41, Blink-182 et New Kids on the Block. Dylan quitte temporairement la série, pour travailler dans un ranch après qu'Haley a rejeté sa demande en mariage dans le premier épisode de la troisième saison. Dans l'épisode Une gentille petite poupée, Alex révèle qu'Haley a perdu sa virginité avec Dylan juste avant leur séparation. Dans l'épisode Une journée en famille, Dylan révèle qu'il a perdu son emploi au ranch et qu'il est retourné en Californie où maintenant il travaille à Disneyland. À cette occasion, lui et Haley se remettent ensemble, mais leur relation semble toucher à sa fin lorsqu'Haley découvre qu'elle est acceptée à l'université à la fin de la troisième saison. Dylan et Hayley se marient et ont des jumeaux dans la dixième saison.

### DeDe Pritchett
DeDe Pritchett (Shelley Long) est la mère biologique de Claire et Mitchell et l'ex-femme de Jay. Il est fortement probable qu'elle est atteinte d'une maladie mentale qui explique son caractère agressif et manipulateur. Il est implicite qu'elle a plus facilement accepté l'orientation sexuelle de Mitchell lors de son coming out. Elle utilise souvent sa relation étroite avec Mitchell pour lui faire faire des choses qu'il ne voudrait pas faire. Elle a divorcé de Jay, alors que Mitchell et Claire étaient encore à l'école, après qu'ils se sont disputés parce qu'elle voulait enregistrer un épisode de Dallas alors que Jay voulait enregistrer un match de football. Elle est toujours amère à propos du remariage de Jay avec Gloria et a même tenté de ruiner leur mariage, auquel elle a été invitée après avoir convaincu Mitchell de négocier cette invitation auprès des mariés. À la cérémonie, DeDe s'est soûlée et a porté des toasts inappropriés et vulgaire, ce qui l'a amenée à être virée de la réception en détruisant le gâteau en passant. Elle est très agressive envers Gloria, essayant à plusieurs reprises de l'attaquer physiquement. Elle est également passive-agressive envers Cameron au sujet de son poids. Elle critique souvent Claire, en particulier à propos de son apparence. Elle se calmera quand elle apprendra que Jay et Gloria allaient avoir un enfant.

### Frank Dunphy
Frank Dunphy (Fred Willard) est le père de Phil et le grand-père de Haley, Alex et Luke. À Noël, la famille partage régulièrement une liaison visiophonique avec lui, vivant en Floride.
Frank réapparaît dans l'épisode La Main à la patte où il entreprend la traversée des États-Unis sans la mère de Phil, et accompagné d'une chienne dont il dit qu'elle a des allergies elle aussi.
Proche de son père, Phil sera dévasté à la mort de sa mère Grace, mais acceptera la dernière requête de sa mère : aider Frank à se trouver une nouvelle compagne. Après quelques aventures, il se remariera avec Rachel, la babysitter qui s'occupait de Phil enfant.
Fred Willard, l'interprète de Frank Dunphy, est nommé pour le Primetime Emmy Award du meilleur acteur dans une série télévisée comique en 2010.

### Javier Delgado
Javier Delgado (Benjamin Bratt) est le père biologique de Manny et l'ex-mari de Gloria. Gloria et lui sont divorcés, dans le premier épisode de la série, Gloria déclare que tout ce qu'ils faisaient c'était « se battre et faire l'amour », au point de se faire tomber par la fenêtre. Manny aimerait le voir plus souvent, mais Javier le laisse tomber à chaque fois. Jay n'aime pas le fait que Manny ait un autre papa. Il est curieusement doué lorsqu'il s'agit de paris sur les courses hippiques.
Javier était un joueur de baseball et a joué avec de grands noms du baseball comme Sammy Sosa et Mark McGwire. Il est riche et a de nombreuses relations avec des toreros et des joueurs de baseball. Jay et lui sont devenus proches, mais à la fin de l'épisode Javier le laisse tomber, comme il fait avec Manny.

### Barb Tucker
Barb Tucker (Celia Weston) est la mère de Cameron. Elle apparaît pour la première fois dans l'épisode Touché - Peloté où elle rend visite à Cameron et Mitchell. Alors que Cameron déclare ardemment que sa mère est merveilleuse, Mitchell en est moins convaincu car elle a la manie de le toucher de façon inappropriée. Lorsque Mitchell se décide enfin à en parler à Cameron, Barb arrive et les entend parler d'elle. Plus tard, elle s'excuse auprès de Mitchell, malheureusement elle le fait alors qu'il est en train de prendre un bain.

### Merle Tucker
Merle Tucker (Barry Corbin) est le père de Cameron. Il apparaît pour la première fois dans l'épisode La Gloire de nos pères dans lequel il rend visite à Cameron et Mitchell. On découvre alors que Jay, le père de Mitchell, et Merle se détestent. Cameron et Mitchell pensent tous deux que leur père est le plus fort des deux. Merle souhaite que l'homme avec lequel son fils vit soit « un peu une femme ». Jay et Merle sont obligés de surmonter leurs divergences lorsqu'ils doivent s'unir pour aider Cameron à fixer le cadre de lit qu'il a acheté.*

## Vedettes invitées

### Saison 1
- Edward Norton : Izzy LaFontaine
- Elizabeth Banks : Sal
- Chazz Palminteri : Shorty
- Kristen Schaal : Whitney
- Minnie Driver : Valérie
- David Brenner : lui-même
- Judy Greer : Denise
- Bruce Altman : M. Jennings
- Justin Kirk : Charlie Bingham
- Kobe Bryant : lui-même

### Saison 2
- Nathan Lane : Pepper Saltzman
- Kevin Daniels : Longines
- James Marsden : Barry
- Mary Lynn Rajskub : Tracy
- Rachael Harris : Amelia
- Jeremy Rowley (en) : Broderick
- Matt Dillon : Robbie Sullivan
- Philip Baker Hall : Walt Kleezak
- Jonathan Banks : Donnie Pritchett
- Lin-Manuel Miranda : Guillermo
- Rob Huebel (en) : Glen Whipple

### Saison 3
- Tim Blake Nelson : Hank
- David Cross : Duane Bailey
- Samm Levine : Josh
- Jennifer Tilly : Darlene
- Leslie Mann : Katie
- Kevin Hart : André
- Josh Gad : Kenneth
- Don Lake : Dr Sendroff
- Greg Kinnear : Tad
- Bobby Cannavale : Lewis
- Ellen Barkin : Mitzi Roth
- Barry Corbin : Merle Tucker
- Beth Grant : Maxine
- Matt Prokop : Ethan
- Ernie Hudson : Miles
- Marc Vann : Stan
- Zoe Jarman (en) : Lindsay

### Saison 4
- Wendi McLendon-Covey : Pam
- Matthew Broderick : Dave
- Paul Scheer (en) : Paul
- Billy Dee Williams : lui-même
- Lainie Kazan : Eleanor
- Jason Mantzoukas : Kenny
- Elizabeth Peña : Pilar
- David Faustino : Tater
- Maxwell Caulfield : Professeur Cooke
- Maribeth Monroe : Maggie
- Richard Riehle : Norman
- Paget Brewster : Trish
- Rob Riggle : Gil Thorpe
- Anders Holm : Zack
- Elizabeth Banks : Sal

### Saison 5
- Nathan Lane : Pepper Saltzman
- Andrew Daly : Principal Brown
- Amy Yasbeck : Lorraine
- Diane Farr : Diane
- Peri Gilpin : Jeannie
- Jordan Peele : Derrick
- Jane Krakowski : Dr Donna Duncan
- Jesse Eisenberg : Asher
- John Benjamin Hickey : Dr Clark
- John Heard : Gunther Thorpe
- Aisha Tyler : Wendy
- Will Sasso : Señor Kaplan
- Dylan Riley Snyder : Neal
- Patton Oswalt : Ducky
- Fred Armisen : Langham
- Stephen Merchant : Leslie Higgins
- Rhys Darby : Fergus
- Steve Hytner (en) : un vendeur
- Adam DeVine : Andy Bailey

### Saison 6
- Sam Lloyd : Lester
- Steve Zahn : Ronnie
- Andrea Anders : Amber
- Adam DeVine : Andy Bailey
- Tyne Daly : Mme Plank
- Jon Polito : Earl Chambers
- Michael Urie : Gravin Sinclair
- Nigella Lawson : elle-même
- Kristen Johnston : Brenda
- Aya Cash : Vanessa
- Roger Bart : Anders
- Stephanie Beatriz : Sonia
- Penn Jillette : Edward Legrand
- Natasha Leggero (en) : Dana
- Oliver Platt : Martin Sherman
- Horatio Sanz (en) : Armando
- Robbie Amell : Chase
- Morgan Freeman : Spencer

### Saison 7
- Kevin Chamberlin : Monty
- Catherine O'Hara : Le docteur Debra Radcliffe
- Andrea Martin : Fig Wilson
- Ray Liotta : Lui-même
- Christine Lakin : Lisa
- Keegan-Michael Key : Tom
- Barbra Streisand : Elle-même (voix)
- Orson Bean : Marty
- June Squibb : Alice
- Millie Bobby Brown : Lizzie

### Saison 8
- Martin Short : Merv Schechter
- Nathan Fillion : Rainer Shine (apparaît aussi dans la saison 9)
- Robert Costanzo : Earl Chambers
- Joely Fisher : Maggie Braithwaite
- Vanessa Bayer : Marjorie
- Kelsey Grammer : Keifth
- Victor Garber : Le chef Dumont
- Peyton Manning : Le coach Gary
- Charles Barkley : Lui-même
- DeAndre Jordan : Lui-même

### Saison 9
- Vanessa Williams : Rhonda
- Billy Crystal : Lui-même
- Terry Bradshaw : Lui-même
- Chris Martin : Lui-même
- James Van Der Beek : Bo Johnson
- Fred Savage : Caleb
- Chris Geere : Arvin Finnerman
- Cheyenne Jackson : Max
- Mira Sorvino : Rosemary
- George Brett : Lui-même
- Toks Olagundoye : Lucy

### Saison 10
- Dan Levy : Jonah
- Ed Begley Jr. : Jerry
- Charles Shaughnessy : Le docteur Stiglietz
- Ben Schwartz : Nick
- Chris Geere : Arvin Fennerman
- Mira Sorvino : Rosemary
- Andrew Daly : Principal Brown
- Rob Riggle : Gil Thorpe